# Elias José
Elias José (Guaranésia, MG – 25 de agosto de 1936 – Santos, SP – 2 de agosto de 2008) foi um escritor e professor brasileiro, nascido em Santa Cruz da Prata, distrito do município de Guaranésia, Minas Gerais.

## Biografia
Elias José, escritor, professor e poeta, especialista em literatura infanto-juvenil, estreou na literatura com a obra Mal Amada em 1970, apoiado pelo jornalista e escritor Murilo Rubião. Contudo, não era um autor de todo desconhecido. Em 1962, ganhou o primeiro lugar num concurso de contos promovido pela revista Vida Doméstica.  Em 1968, recebeu o segundo lugar no Concurso José Lins do Rego da Livraria José Olympio Editora.
Mas foi com seu livro Contos, publicado pela Imprensa Oficial, que ganhou o Prêmio Jabuti da Câmara Brasileira do Livro (CBL) como Melhor Livro de Contos de 1974 e o prêmio Governador do Distrito Federal como Melhor Livro de Ficção de 1974
O estilo de escrita de Elias José é marcado pelo realismo mágico, justapondo fantasias oníricas ao absurdo do cotidiano.
Elias José era professor aposentado de Literatura Brasileira e de Teoria da Literatura, vice-diretor, diretor e coordenador do Departamento de Letras na Faculdade de Filosofia de Guaxupé, (FAFIG), e teve muitos de seus contos e poemas traduzidos e publicados em vários países como México, Argentina, Estados Unidos, Itália, Polônia, Nicarágua e Canadá, através de revistas literárias e antologias de autores brasileiros.
Durante sua vida, também ministrou cursos, oficinas e palestras, participando de vários congressos de educação, linguística e literatura.

## Obras literárias
Conto
- A Mal-Amada – 1970
- O Tempo, Camila – 1971
- Inquieta Viagem ao Fundo do Poço – 1974
- Um Pássaro em Pânico – 1977
- Passageiros em Trânsito – 1983
- O Grito dos Torturados - 1986

Infantil e juvenil
- As Curtições de Pitu - 1976
- O Fantasma no Porão - 1979
- Jogo Duro - 1979
- Os que Podem Voar - 1981
- Saudoso, O Burrinho Manhoso - 1981
- Dança das Descobertas - 1982
- Pouco de Tudo, de Bichos, de Gente, de Flores - 1982
- A Dança das Descobertas - 1982
- Passageiros em Trânsito - 1983
- De Repente Toda História Novamente - 1983
- Cidade da Pá Virada - 1983
- Gente louca, maré solta! - 1983
- Caixa Mágica de Surpresas - 1984
- O Historiador de Catitó - 1984
- O Herói Abatido - 1984
- Vaidade no Terreiro - 1984
- Com as Asas na Cabeça - 1985
- Um Rei e seu Cavalo de Pau – 1986
- Um Casório Bem Finório - 1987
- Fabulosos Macacos Cientistas - 1987
- Namorinho de Portão - 1987
- Lua no Brejo - 1987
- Machado de Assis - 1988
- Os Primeiros Vôos do Menino - 1988
- Sorvete Sabor Saudade - 1988
- Amor, Mágica e Magia - 1988
- Só um Cara Viu - 1989
- Mamãezinha - 2007
- Primeiras Lições de Amor - 1989
- Furta-Sonos e Outras Histórias - 1989
- O Jogo da Fantasia - 1989
- Luta Tamanha, Quem Ganha? - 1990
- Os Vários Voos da Vaca Vivi - 1990
- Um Curioso Aluado - 1990
- Vó Melinha, Rainha e Cigana - 1990
- Setecontos Setencantos - 1991
- Segredinhos de Amor - 1991
- Lua no Brejo - 1991
- Sem Pé nem Cabeça - 1992
- Bolo pra Festa no Céu - 1992
- Cantigas de Adolescer - 1992
- A Toada da Tatu - 1992
- Sem Pé nem Cabeça - 1992
- Quem Lê com Pressa Tropeça - 1992
- Uma Escola Assim, Eu Quero para Mim - 1993
- De Amora e Amor - 1993
- Vaidade no Terreiro - 1994
- Mundo Criado, Trabalho Dobrado - 1996
- Noites de Lua Cheia - 1996
- Toda Sorte de Magia - 1996
- No Balancê do Abecê - 1996
- O que Conta o Faz-de-Conta - 1996
- Bicho de pé é chulé na mulher - 2001
- Lições de Telhado - 1996
- Félix e seu Fole Fedem - 1996
- O Mundo Todo Revirado - 1996
- O Jogo das Palavras Mágicas - 1996
- Cantos de Encantamento - 1996
- Solos de Violões e Sonhos - 1997
- O Incrível Bicho-Homem - 1997
- O Baú de Sonhos - 1997
- Vera Lúcia, Verdade e Luz - 1997
- (Re)Fabulando (sete volumes) - 1998/2005
- A Cidade que Perdeu o seu Mar - 1998
- O Macaco e a Morte - 1998
- A Gula da Avó e da Onça - 1998
- As Virações da Formiga - 1998
- O Macaco e sua Viola - 1998
- De como o Macaco Venceu a Onça - 1998
- O Macaco e o seu Rabo - 1998
- Viagem Criada, Emoção Dobrada - 1999
- A Vida em Pequenas Doses - 2000
- Ri Bem Melhor Quem Junto Ri - 2000
- O Amigão de Todo Mundo - 2001
- O Desenhista - 2001
- O que Tem nesta Venda - 2001
- O Que Você Lê Ali - 2001
- Visitas à Casa da Avó - 2001
- Querido professor - 1999
- Gente e mais Gente - 2001
- Birutices - 2002
- Um Jeito Bom de Brincar - 2002
- Vidrado em Bicho - 2002
- Eu Sou Mais Eu - 2002
- As Histórias e os Lugares - 2002
- O Contador de Vantagens - 2002
- Bicho de Pena Provoca Amor e Pena - 2002
- Se Tudo Isso Acontecesse - 2002
- Saudando Quem Chega - 2002
- É Hora de Jogar Conversa Fora - 2002
- De Olho nos Bichos - 2003
- Poesia Pede Passagem - 2003
- História Sorridente de Unhas e Dentes - 2003
- Que Confusão, Seu Adão! - 2003
- Aquarelas do Brasil - 2003
- O que se Lê no Abecê - 2003
- O Dono da Bola - 2004
- Dias de sucesso - 2009
- Dias de Susto - 2005
- Mínimas Descobertas - 2005
- Quem Conta um Conto Aumenta um Ponto - 20065
- O Rei do Espetáculo - 2005
- A Festa da Princesa, que Beleza! - 2006
- Dois Gigantes Diferentes - 2006
- Forrobodó no Forró - 2006
- Mágica Terra Brasileira - 2006
- Cantigas de Amor - 2006
- Fantasia do Olhar - 2006 - Minicontos inspirados nas obras de Aldemir Martins
- Está chovendo animais famintos - 1998
- Pequeno Dicionário Poético-Humorístico Ilustrado - 2006
- Ao Pé das Fogueiras Acesas
- Ciranda Brasileira - 2006
- Cantigas para Entender o Tempo - 2007
- Literatura infantil: Ler, Contar e Encantar Crianças - 2007 - Formação para pais e professores

Romance
- Inventário do Inútil - 1978
- Armadilhas da Solidão - 1994

Crônica
- Olho por Olho, Dente por Dente - 1982

Poesia
- A Dança das Descobertas – 1982
- Amor Adolescente - 1999 (Atual Editora)